# Nibelungo
Los nibelungos (en 

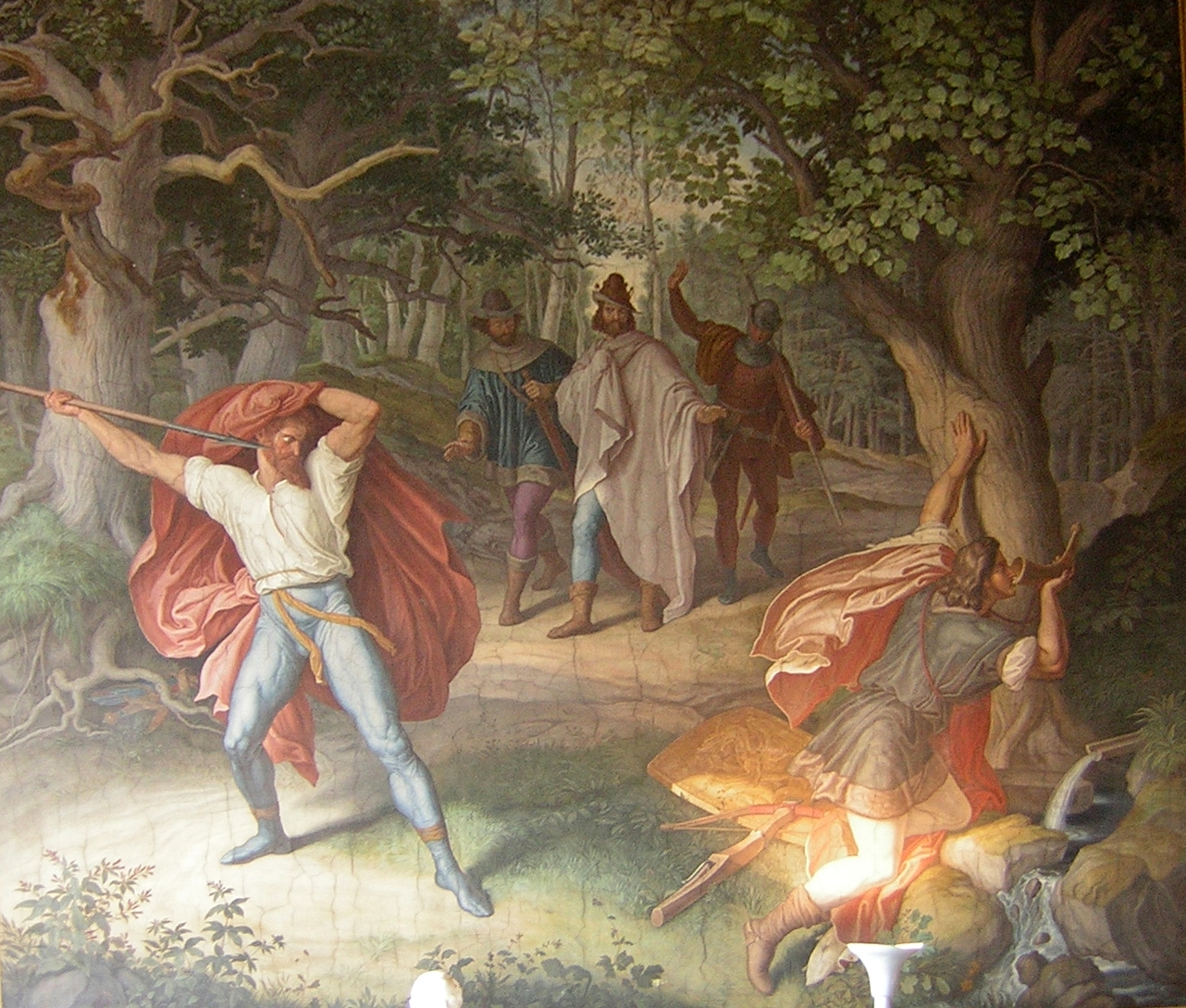
Saga de los Nibelungos.

alemán Nibelung, en nórdico antiguo Niflungr) son un pueblo mitológico de las leyendas germanas gobernado por el príncipe «Nibelung». Eran enanos oscuros que vivían en las profundidades de la tierra y se dedicaban a la extracción de metales preciosos, particularmente oro. Poseían un enorme tesoro que se encontraba en el fondo del río Rin y que habían robado a las ninfas que lo custodiaban. El rey de los nibelungos poseía un anillo que tenía poderosas propiedades mágicas y atraía la desgracia a su portador. El caballero Sigfrido mató a los príncipes nibelungos Nibelung y Schilbung tras discutir con ellos sobre la forma de repartir el tesoro.
La descripción de estos seres proviene del poema épico medieval del siglo XII el Cantar de los nibelungos de origen germánico, inspirado en diversos conflictos que azotaron a los reinos francos entre los siglos V y VII. Durante los siglos XVII y XVIII la historia de los nibelungos fue casi olvidada, pero se recuperó con el surgimiento del romanticismo en el siglo XIX. En 1829, el escritor y filólogo alemán Wilhelm Grimm publicó las Leyendas históricas alemanas, un estudio de las mismas.
Posteriormente, el compositor Richard Wagner, basándose en estas leyendas mitológicas, compuso un ciclo de cuatro óperas titulado El anillo del nibelungo que está formado por El oro del Rin, La valquiria, Sigfrido y El ocaso de los dioses.